# مصعد (السدة)

تعديل مصدري - تعديل

مصعد محلة تابعة لقرية معود، التابعة لعزلة بني الحارث بمديرية السدة إحدى مديريات محافظة إب في الجمهورية اليمنية.، بلغ تعداد سكانها 79 حسب تعداد اليمن لعام 2004.